# Vladímir Kaminski
Vladímir Kaminski (en rus Владимир Владимирович Каминский) (Minsk, 18 d'abril de 1950) és un ciclista soviètic, d'origen belarús, ja retirat.
En el seu palmarès destaquen una medalla d'or als Jocs Olímpics de Mont-real i quatre més als Campionats del Món en contrarellotge per equips, una d'elles d'or.
Entre 1996 i 1999 va dirigir la selecció nacional de Belarús. Els seus dos germans grans, Leonid i Anatoli, també foren ciclistes.

## Palmarès
- 1976
  -  Medalla d'or als Jocs Olímpics de Moscou en la prova de persecució per equips, amb Aavo Pikkuus, Valeri Txapliguin i Anatoli Txukànov
  -  Campió de la Unió Soviètica en contrarellotge per equips (amb Valeri Txapliguin, Anatoli Txukànov, Aavo Pikkuus)
- 1977
  -  Campió del món en contrarellotge per equips (amb Aavo Pikkuus, Valeri Txapliguin i Anatoli Txukànov)
- 1978
  - Vencedor d'una etapa al Gran Premi de L'Humanité
- 1979
  - Vencedor d'una etapa a la Milk Race